# Геммінгштедт
Геммінгштедт (нім. Hemmingstedt) — громада в Німеччині, розташована в землі Шлезвіг-Гольштейн. Входить до складу району Дітмаршен. Складова частина об'єднання громад КЛГ-Гайдер-Умланд.
Площа — 16,02 км2. Населення становить 2880 ос. (станом на 31 грудня 2020).

## Галерея

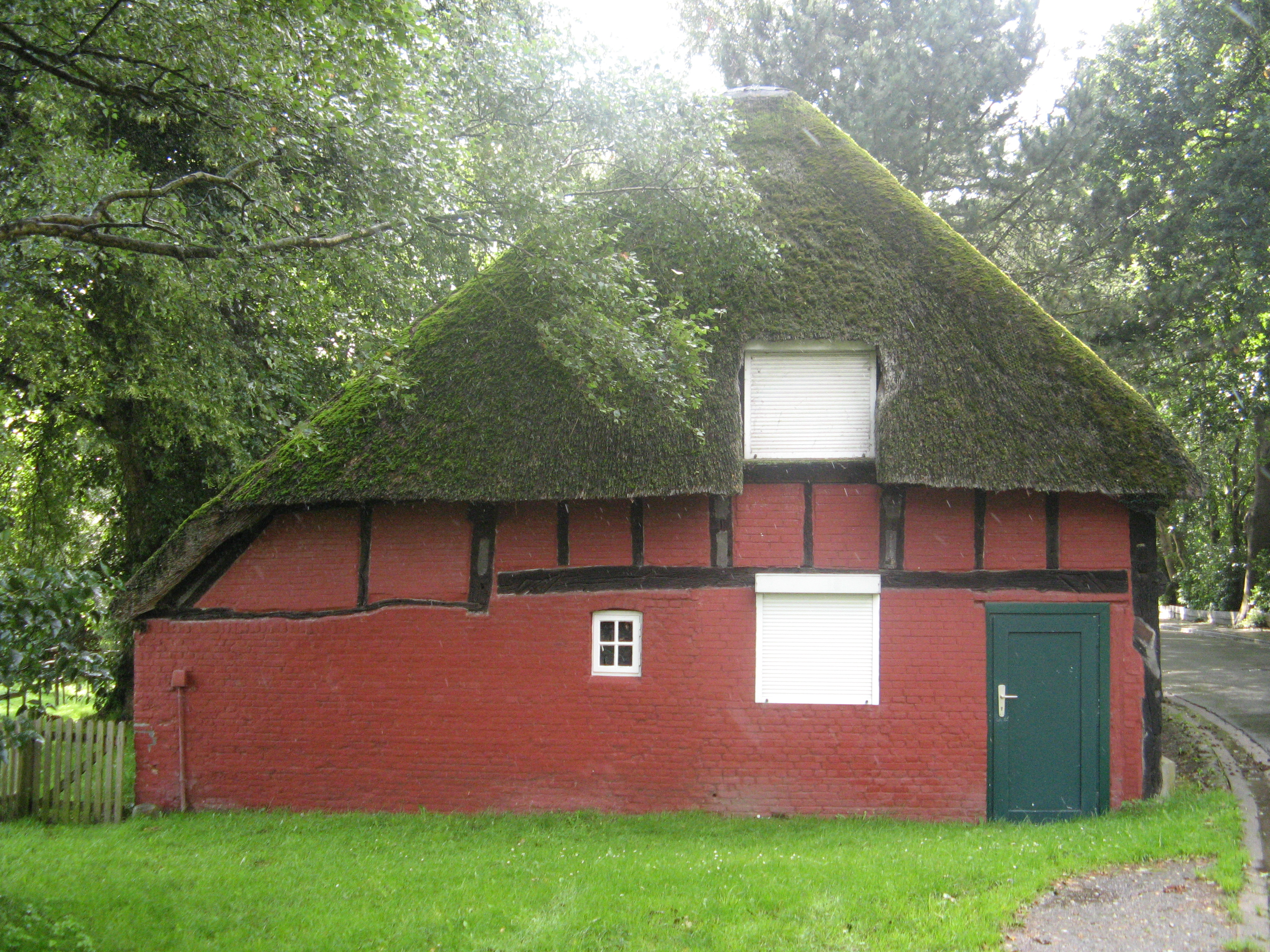
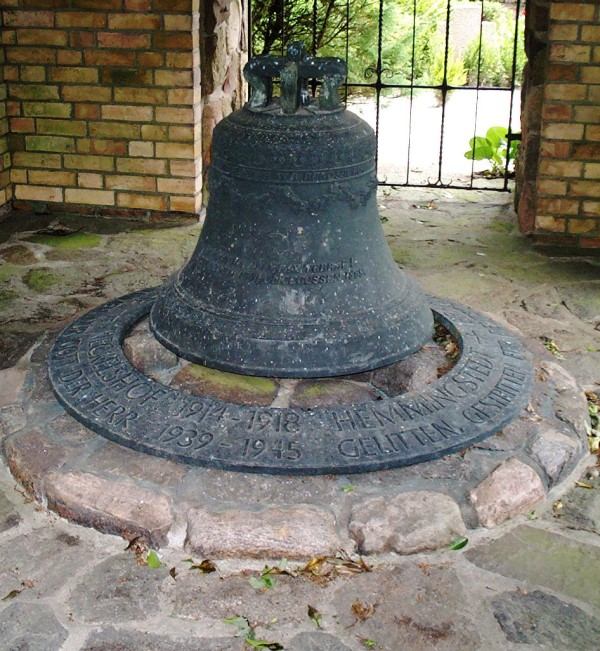
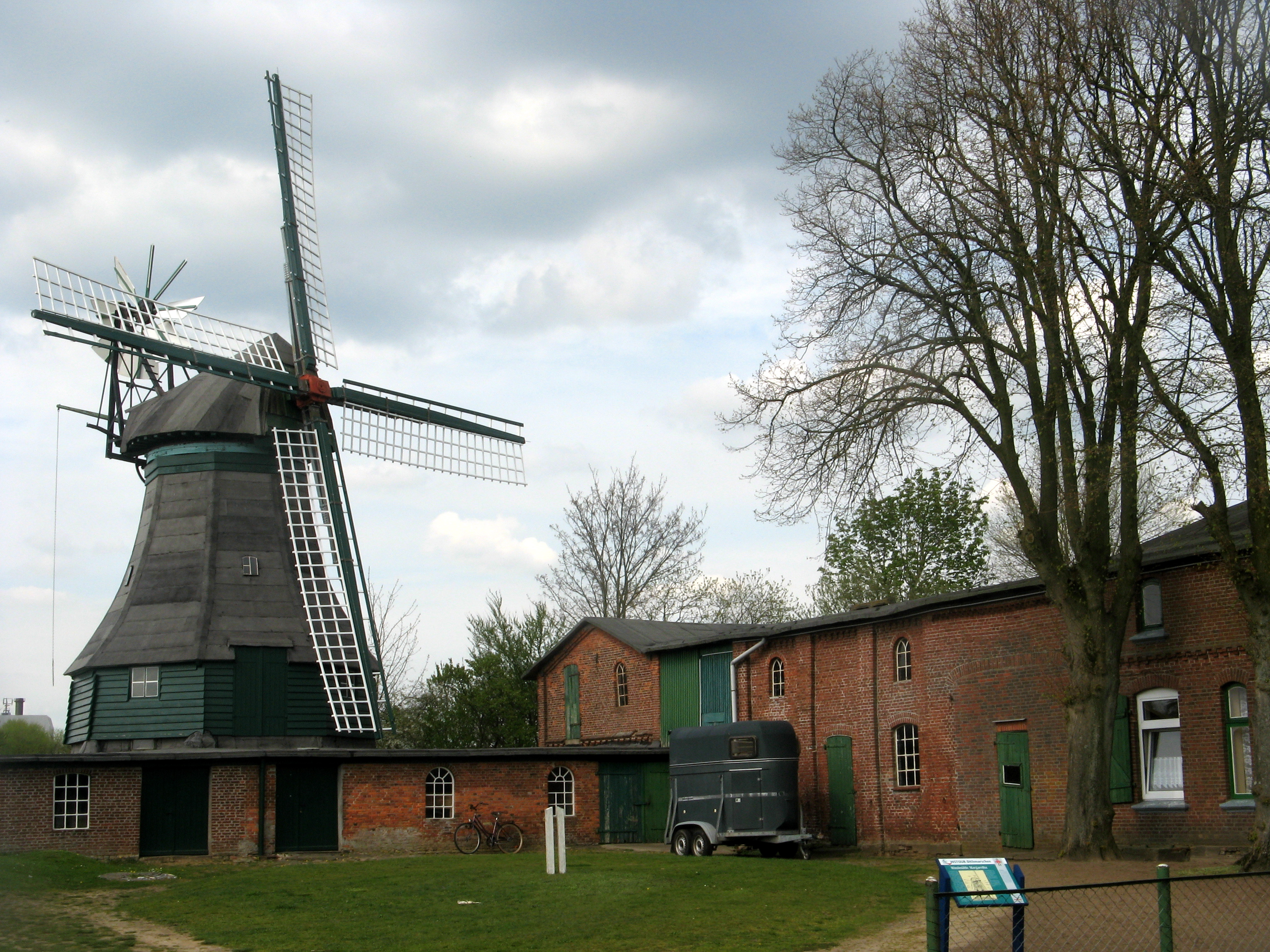
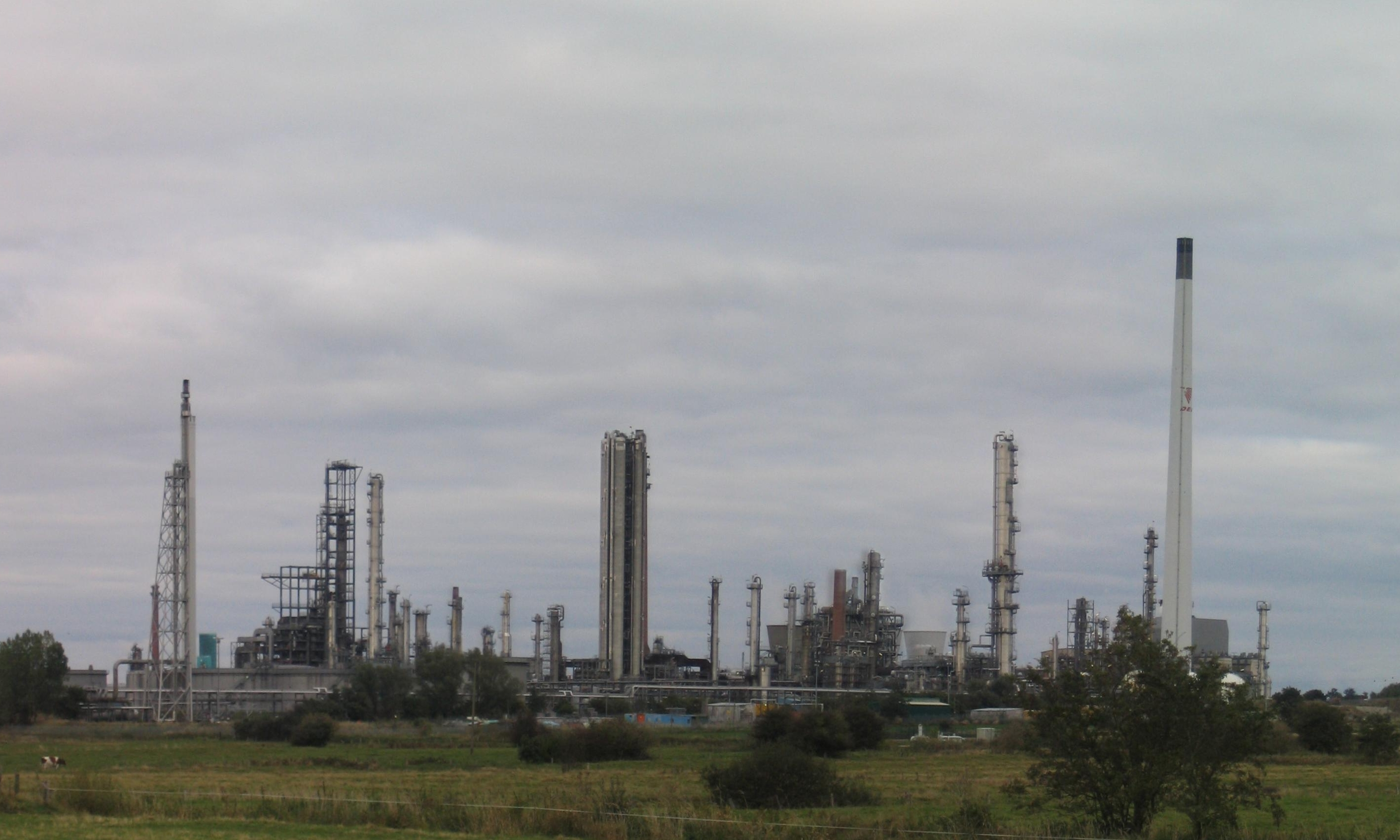